# Fiães (Trancoso)
Fiães é uma povoação portuguesa sede da Freguesia de Fiães do Município de Trancoso, freguesia com 10,03 km² de área e 181 habitantes (censo de 2021), tendo, por isso, uma densidade populacional de 18 hab./km².

## Etimologia
Uns procuram a razão do topónimo no genitivo Ulfila, de origem germânica, porventura nome do proprietário da primeira villa (quinta rústica), desde logo tratada por UIfilanis. Outros pretendem tirá-lo do étimo grego-latino phiãla, que daria Fiã (no plural fiãs ou fiães). Outros etimologistas apontam para fiada ou fiã, termo que se empregou para designar um vaso de barro chato e redondo.

## História
Situada em plano, o povoamento de Fiães deve ser remoto, como quase todas as povoações que cercam a cidade e fortaleza de Trancoso. 
O pároco do séc XVIII era Francisco José. Registos do primitivo povoamento não se encontram, salvo as referências ao topónimo Castelo, que não parece indicar existência de fortaleza e aos vestígios de casas circulares, telhas e objectos de cerâmica recuadas na época.
Também junto à Capela de Nossa Senhora das Seixas se encontram sepulturas antigas de que se desconhece a origem. Da ocupação árabe que evidentemente se fez sentir, ainda persistem as lendas de mouras encantadas e os nomes que ainda hoje se dão às concavidades na rocha e a certos blocos graníticos, como a casa da Moura.

## Demografia
A população registada nos censos foi:
| Distribuição da População por Grupos Etários | Distribuição da População por Grupos Etários | Distribuição da População por Grupos Etários | Distribuição da População por Grupos Etários | Distribuição da População por Grupos Etários |
| -------------------------------------------- | -------------------------------------------- | -------------------------------------------- | -------------------------------------------- | -------------------------------------------- |
| Ano                                          | 0-14 Anos                                    | 15-24 Anos                                   | 25-64 Anos                                   | > 65 Anos                                    |
| 2001                                         | 42                                           | 28                                           | 113                                          | 80                                           |
| 2011                                         | 18                                           | 38                                           | 142                                          | 75                                           |
| 2021                                         | 13                                           | 14                                           | 87                                           | 67                                           |

## Património edificado
Do património cultural edificado é de salientar a Igreja Matriz, com imponente torre sineira de quatro ventanas, e as capelas do Bom Pastor e da Senhora das Seixas, com festejos no último domingo de Agosto.
Tem também uma capela de Nossa Senhora dos Remédios com festejos na primeira quinzena de Setembro.
Festejos no dia do Sagrado Coração de Jesus